# Jenelle Riley
Jenelle Riley est une scénariste, actrice, productrice, journaliste, animatrice de télévision et dramaturge américaine née le 26 septembre 1982 à Salem en Oregon.

## Filmographie

### Scénariste
- 2003 : Auditions
- 2004 : An Inconvenient Affair
- 2004 : Crazy Love
- 2004 : The Perfect Candidate
- 2005 : The Swap
- 2014 : Grand Gestures
- 2014 : Firsts (1 épisode)
- 2015 : Warning Labels
- 2015-2016 : Variety Studio: Actors on Actors (2 épisodes)
- 2016 : Butter Emails

### Productrice
- 2003 : Auditions
- 2004 : Crazy Love
- 2004 : The Perfect Candidate
- 2014 : Grand Gestures
- 2018 : Variety Studio: Actors on Actors (5 épisodes)
- 2016 : Butter Emails

### Actrice
- 2003 : Auditions : la directrice de casting
- 2004 : The B.P.R.D. Declassified : une étudiante
- 2007 : Manband! The Movie : une employée
- 2012 : A Girl, a Guy, a Space Helmet : la présentatrice radio
- 2015 : Nobody's Perfect : Maya
- 2018 : Stealing Focus : Lettie (1 épisode)
- 2023 : Under the Influencer

### Animatrice
- 2007-2019 : SAG Foundation Conversations (71 épisodes)
- 2014-2015 : Variety Studio: Actors on Actors (4 épisodes)
- 2018-2019 : Front Row Flynn (14 épisodes)
- 2020 : In Creative Company (3 épisodes)

## Théâtre

### Auteure
- Just Julie
- 2000 : Heart Murmurs and Brain Matter
- 2001 : Comfortably Numb
- The Gemini Project
- Duct Tape and Dreams
- Unholy Matrimony
- 2010 : (Three)some Like it Hot
- 2010 : Warning Labels
- 2011 : American Woman
- 2012 : A Kind of Love Story
- 2017 : Jane Austen's Emma Frankenstein

### Productrice
- 2007 : The Mystery of Edwin Drood de Rupert Holmes, mise en scène de Douglas R. Clayton
- 2012 : Stoneface: The Rice and Fall and Rise of Buster Keaton de Vanessa Claire Stewart, mise en scène de Jaime Robledo
- 2014 : Taste de Benjamin Brand, mise en scène de Stuart Gordon